# Inostemma discessus
Inostemma discessus är en stekelart som först beskrevs av Szelényi 1939.  Inostemma discessus ingår i släktet Inostemma och familjen gallmyggesteklar. Inga underarter finns listade i Catalogue of Life.